# Stockholmstjärnen, Medelpad
Stockholmstjärnen är en sjö i Ånge kommun i Medelpad och ingår i Ljungans huvudavrinningsområde.